# Tripartition sociale
Pour les articles homonymes, voir Tripartition.
 (décembre 2016).
La tripartition de l'organisme social, tripartition sociale, ou tri articulation sociale (de l'allemand : Dreigliederung des sozialen Organismus ou soziale Dreigliederung) est un principe directeur d'organisation de la société notamment développé par Rudolf Steiner (1861-1925) entre 1917 et 1922. Ce principe est appliqué dans certaines entreprises d'orientation anthroposophique.

## Description
La tripartition sociale décrit la structure d'une société dans laquelle trois sous-systèmes autogérés et autonomes les uns par rapport aux autres se tiennent mutuellement en équilibre. Ces trois sous-systèmes (ou partitions) de la société sont la vie spirituelle, la vie du droit et la vie économique.
À chaque domaine est associé un principe directeur qui correspond à un des idéaux de la Révolution française :
- la liberté pour la vie spirituelle ;
- l'égalité pour la vie du droit ;
- la fraternité pour la vie économique.

Chacun de ces trois domaines de la vie sociale doit « … être centralisé sur lui-même ; c'est seulement par leurs interactions et leurs activités en accord que se forme l'unité de l'organisme social en entier. »
Steiner n'entend pas comparer les principes de l'organisme social à des organismes naturels. Il emploie le concept d'organisme, usité dans les sciences sociales de son époque, parce qu'il lui semble le plus adapté pour décrire les processus de la sphère sociale en évolution dynamique permanente. Pour capter ces processus complexes dans leur réalité, il est nécessaire selon Steiner de passer d'une vision abstraite et statique à une vision vivante et dynamique, c'est-à-dire « organique. »

### La vie spirituelle
Selon Rudolf Steiner, la liberté dans la vie spirituelle doit permettre aux humains de former et d'exercer leurs capacités individuelles ainsi que de diversifier et de développer la culture. Cette liberté ne peut que se développer dans une structure autonome, dans laquelle la vie culturelle et spirituelle reste indépendante des intérêts de l'État et des forces économiques. La faible influence des domaines intellectuels et artistiques dans le développement social découle selon Steiner de cette dépendance : « On doit observer ce qu'est devenue la vie spirituelle dans sa dépendance envers la puissance étatique et la puissance des forces capitalistes associées. »
La culture et la science ne peuvent, selon lui, développer leur potentiel et donner les impulsions nécessaires d'innovation que si leurs forces d'impulsion ne sont pas captées par les intérêts de l'exploitation économique ou bien du pouvoir politique. L'éducation et la formation ne peuvent également conduire au développement maximal des capacités de l'individu qu'à partir des lignes directrices et des buts définis par les connaissances propres à ces domaines. Cette autonomie doit non seulement concerner les professeurs ou les éducateurs dans leurs activités spécifiques, mais aussi comprendre la gestion de ce domaine pédagogique, qui doit donc être conduite le plus possible par ces acteurs eux-mêmes. « La vie spirituelle ne peut développer ses forces, que si elle est de nouveau séparée de la vie de l'État, si elle se débrouille seule. Ce qui fait partie de la vie spirituelle, en particulier l'éducation, doit être autogéré, depuis le sommet de la vie spirituelle jusqu'aux toutes premières classes de l'école. »

### La vie du droit
L'Égalité dans la vie du Droit doit assurer les droits et les possibilités de chacun. Pour Steiner, la démocratie représente l'un des défis les plus fondamentaux de la société actuelle : « le principe démocratique issu des profondeurs de la nature humaine est devenu la signature des aspirations humaines concernant les relations sociales. C'est une exigence élémentaire de la nouvelle humanité. »
Dans ce système démocratique, il doit être décidé sur quels sujets chacun est à même de prendre des décisions du seul fait qu'il est un citoyen responsable. 
Selon la conception de la tripartition sociale, l'État doit se retirer comme instance centrale de pouvoir et rendre une partie de ses prérogatives à la société. Cela ne signifie cependant pas que ces nouveaux domaines de décision autonomes soient des espaces en dehors du Droit : au contraire, ils sont basés sur la Constitution de l'État. Une telle organisation législative, construite démocratiquement, doit se diffuser dans tous les domaines de la vie économique et spirituelle de façon à protéger leurs acteurs de l'arbitraire et de l'utilisation abusive du pouvoir.
Cette organisation législative prendrait donc la place actuelle de l'État. Sa première mission serait de transformer les rapports actuels de pouvoir, de possession et de propriété en rapports basés sur le droit, devant lequel chaque être humain est égal. 
Sa seconde mission serait une réglementation globale du droit du travail. Selon Rudolf Steiner, le temps de travail, sa quantité et sa forme ne doivent pas être régulés dans le domaine économique, mais par l'organisation législative démocratique, en toute indépendance des exigences de l'économie. Le contrat de travail actuel doit être remplacé par des accords de partage de la production entre ceux qui dirigent et ceux qui réalisent le travail. Afin d'être un partenaire à droit égal dans ce partage, chaque individu doit pouvoir s'appuyer sur le droit du travail dans sa totalité, sinon il ne pourra faire respecter ses droits. Le droit du travail doit être indépendant de la conjoncture, de la formation des prix, etc. Les conséquences économiques, comme la formation des prix, ne doivent pas être les causes, mais devenir les conséquences de ce qui est convenu dans le droit du travail. L'homme ne doit pas être forcé d'ajuster ses droits aux besoins de l'économie, mais au contraire le droit du travail deviendra pour l'économie un fondement, de même que la nature est un fondement sur lequel l'économie se développe. Cette gestation indépendante du Droit est la seule possibilité de protéger les hommes de l'exploitation économique qui sinon applique au travail humain la même efficience optimisée et rigoureuse qu'elle applique aux matières premières et aux outils de production.

### La vie économique
La Fraternité dans la vie économique doit permettre la formation de prix justes et un partage équitable des biens, grâce à des associations entre consommateurs, commerçants et producteurs dans un marché libre. 
Une mission de la vie du Droit serait d'organiser le cadre législatif nécessaire qui n'exproprierait ni ne nationaliserait la propriété privée des moyens de production et du capital, mais la transformerait en propriété de type fiduciaire sous des obligations qui en limiteraient l'exercice : elle ne pourrait être ni vendue, ni léguée par héritage, mais seulement transmise à un autre propriétaire par un acte équivalent du don. Le capital serait donc ainsi neutralisé. « La propriété cesse d'être ce qu'elle a été jusqu'à présent. Et, elle ne reviendra pas à une forme dépassée comme la propriété collective, au contraire elle deviendra quelque chose de complètement nouveau. » De cette façon, la propriété ne pourrait plus faire l'objet d'une utilisation abusive comme les spéculations boursières ou les reventes visant à maximiser les profits. Grâce à cette forme de propriété, l'entrepreneur serait libre d'œuvrer pour le bien-être commun et le lien entre le capital et la société serait assuré.
À côté de la transformation du concept de propriété en ce qui concerne les moyens de production, il y a aussi la conviction que le travail ne peut être ni acheté, ni vendu. Selon la perspective de Rudolf Steiner, le caractère de marchandise du travail humain est un reste hérité de l'esclavage qui ne sera dépassé complètement qu'avec la disparition du principe du salaire. Le salaire serait remplacé par une participation au bénéfice, définie par un contrat. À l'intérieur de l'entreprise, les rôles classiques d'employés et d'employeurs disparaîtraient en raison de la neutralisation du capital. Rudolf Steiner propose ainsi une nouvelle possibilité de définition des concepts « employés » et « employeurs » : ces personnes sont dans un rapport contractuel et « ce rapport ne repose pas sur un échange de biens ou d'argent contre une force de travail, mais sur la fixation de la part due à chacune des personnes qui ont réalisé ensemble la production. »
Les descriptions et les limites de ces trois domaines de la société varient selon les différentes interprétations et les développements de la tripartition sociale. Il en est de même en ce qui concerne les propositions concrètes pour la réalisation et l'organisation de l'autogestion de ces trois domaines. Le point essentiel est le respect de l'attribution des trois idéaux Liberté, Égalité et Fraternité aux trois sphères de la société que sont la vie spirituelle, la vie du Droit et la vie économique.

## Histoire

### Développements du vivant de Rudolf Steiner jusqu'à 1925
Dès le début du XXe siècle, Rudolf Steiner développe ses premières idées sur la question sociale.

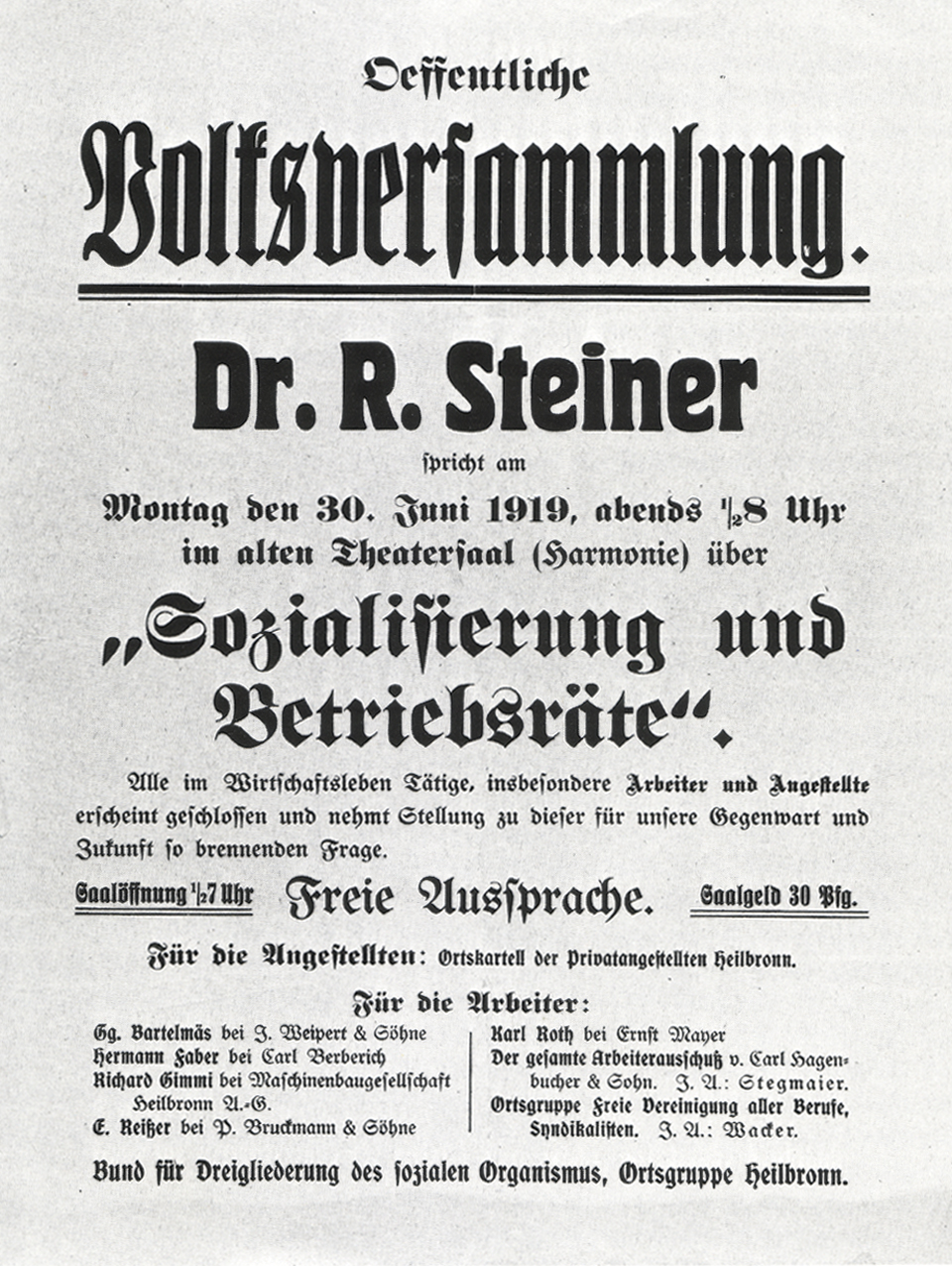
Présentation d'une conférence de Rudolf Steiner en 1919

En 1898, il formule en réponse à un écrit du philosophe Ludwig Stein sa « loi fondamentale sociologique » : « L'Humanité aspire depuis le début de la civilisation à l'instauration d'associations sociales ; l'intérêt de l'individu fut tout d'abord sacrifié aux intérêts de ces associations ; le développement ultérieur conduisit à la libération de l'individu par rapport aux intérêts sociaux et à l'épanouissement libre des besoins et des forces de l'individu. » En 1905, il publie sa « loi sociale fondamentale » : « Le salut d'un ensemble d'hommes travaillant ensemble est d'autant plus grand qu'est minime la part que chaque individu réclame pour lui-même de sa propre production. Cela signifie : moins chaque individu réclame pour lui-même les fruits de son travail (ou bien : plus il abandonne le fruit de son travail à ses collaborateurs), et plus il satisfait ses propres besoins non par son propre travail, mais par le travail des autres. »
En 1917, il fait parvenir aux gouvernements autrichien et allemand par l'intermédiaire de Ludwig Polzer-Hoditz et d'Otto Graf von Lerchenfeld une proposition de paix de la part des empires centraux, comme une alternative dans l'esprit de la tripartition sociale au programme en 14 points du président des États-Unis Woodrow Wilson. Arthur Polzer-Hoditz, ancien chef de cabinet de l'Empereur autrichien Charles Ier, présente à ce dernier l'idée de la tripartition sociale. Il lui est demandé d'expliquer tout le système de la tripartition sociale sous forme écrite. En février 1918, il présente un tel essai à l'Empereur et en donne le même jour une explication précise au Premier Ministre Seidel. Il n'y a pas de suite donnée.
Une raison fondamentale de l'évaluation négative par Rudolf Steiner des thèses de Wilson est le postulat du droit à l'autodétermination des peuples. Rudolf Steiner considère ce droit comme une illusion qui déboucherait sur une période de nationalismes et de racismes dans une réalité sociale de plus en plus marquée par des appartenances culturelles et ethniques. À cette idée, Rudolf Steiner oppose « le droit à l'autodétermination de l'individu. »
Après la Première Guerre mondiale, il tente avec l'entrepreneur Emil Molt de trouver des personnalités prêtes à réaliser l'idée de la tripartition en Allemagne. C'est en avril 1919 qu'est fondée à Stuttgart l'« Association pour la tripartition de l'organisme social » ( « Bund für Dreigliederung des sozialen Organismus » ) avec Emil Molt, Max Benzinger et Emil Leinhas notamment dans le comité de direction.
Ces efforts débouchent sur la fondation de la première Waldorfschule (appelée école Steiner en France). Dans cette époque incertaine d'après-guerre, le courant de la tripartition est opposé aux courants nationalistes et communistes ainsi qu'aux effets du capitalisme.
En 1921, une deuxième tentative de réalisation des principes de la tripartition a lieu en Haute-Silésie. Le but est d'établir une vie culturelle libre afin de surmonter les conflits nationaux et d'éviter la division du pays. Cette action n'est pas non plus couronnée de succès, mais elle contribue à ce que le pays ne tombe dans une guerre civil. Lorsque Rudolf Steiner réalise qu'il ne peut établir la tripartition sociale dans la situation d'après-guerre en Europe centrale, il met fin à ses activités dans ce sens et se limite à continuer à développer les idées de la tripartition dans des conférences et des séminaires. Il indique instamment qu'à l'avenir le développement d'un organisme social réalisant les idées de Liberté, d'Égalité et de Fraternité se réalisera dans tous les cas, soit grâce à la perspicacité et la compréhension des générations futures, soit par des catastrophes qui en forceront la réalisation.

### Du mouvement de 1968 à la chute du mur de Berlin en 1989
Le souvenir de cette image directrice ne reste essentiellement vivant que dans les cercles anthroposophiques et reste plutôt périphérique, même dans celles-ci, jusqu'aux années 1970. Dans l'impulsion du mouvement de 1968, une renaissance importante du mouvement de la tripartition est portée par une petite minorité de « révoltés » de l'époque. Malgré leurs efforts, ces groupes ne réussissent pas à se faire entendre et le principe de la tripartition est très peu perçu par l'opinion publique.
Cependant, différents cercles de discussion, groupements et institutions en Allemagne de l'Ouest, en Suisse, en Autriche, aux Pays-Bas et dans les pays scandinaves, discutent les idées de la tripartition sociale et les comparent avec celles d'auteurs comme Marx, Voltaire et Rosa Luxemburg. Dans l'enthousiasme du printemps de Prague et en accord avec la revendication d'Eugen Löbl d' « associer le socialisme avec le grand programme de la Liberté », ces groupes connaissent une grande impulsion.
Un centre culturel international est fondé en 1969 comme lieu de rencontre pour toutes les personnes intéressées par une troisième voie entre le capitalisme de l'Ouest et le socialisme d'État de l'Est. Au début des années 1970, ce lieu de rencontre a pour cadre le « Centre Culturel International d'Achberg » (Internationales Kulturzentrum Achberg) dans l'esprit d'une « tolérance active ». À côté des rencontres importantes avec des émigrés du printemps de Prague et des opposants soviétiques se réalise aussi un pont intergénérationnel qui concerne également le mouvement de la tripartition : des témoins encore vivants du premier mouvement de la tripartition après la Première Guerre mondiale s'associent avec une jeune génération qui veut poursuivre ces idéaux. Dans le cadre de séminaires de travail, les idéaux de la Liberté dans la vie spirituelle et de l'Égalité dans la vie du Droit inspirent les revendications pour un accès libre et juste des opinions dans les médias, et pour l'introduction d'éléments de la Démocratie directe (initiatives populaires et référendums) pour compléter la démocratie représentative. D'autre part, au vu de la puissance non contrôlée du capital international, la question d'un nouveau système monétaire indépendant, légitime démocratiquement et servant l'intérêt général, joue un rôle croissant. 
Les travaux dans les années 1970 se concentrent sur un noyau avec Wilhelm Schmundt, l'artiste Joseph Beuys et plusieurs collaborateurs et invités du Centre Culturel International. Ils débouchent sur l'énoncé des principes d'un concept moderne de l'argent et forment le socle de la formule de Joseph Beuys : « Art = Créativité = Capital » (Kunst = Kreativität =capital).
Au cours des années suivantes, la diffusion des propositions de la tripartition repose essentiellement sur les travaux de Joseph Beuys. Il a intégré les fondements de la tripartition dans son concept étendu de l'Art de « sculpture sociale » (Soziale Plastik). D'après Beuys « toutes les questions des hommes ne peuvent être que des questions de forme ». Ce nouveau concept de l'Art se réfère ainsi à « tout ce qui est forme dans le monde. Et pas seulement formes artistiques, mais également formes sociales, […] ou tout autre question de forme et d'éducation. »
En 1986, Otto Schily, encore parlementaire des Verts, présente dans un discours passionné les idées de la tripartition devant le Parlement fédéral allemand.
En avril 1989, Rolf Henrich publie en RFA son livre Der vormundschaftliche Staat – Vom Versagen des real existierenden Sozialismus (L'État autoritaire – l'échec du socialisme qui existe réellement), déjà publié en RDA. Ce livre devient un des ouvrages majeurs du mouvement citoyen. Il y analyse la réalité de la situation sociale et constate « le déclin culturel de la société socialiste. » Henrich présente la tripartition et sa vision d'une Europe centrale nouvellement organisée, ne faisant pas partie d'un bloc tout en restant non nationale : « En ce qui concerne les rapports internes, la tripartition de l'organisme social et l'autogestion de ses parties offriraient les meilleures possibilités pour laisser enfin tomber la « peau endurcie », pour que les forces, jusqu'à présent concentrées vers l'intérieur par l'action de l'État au Centre et à l'Est de l'Europe, puissent se développer dans un échange libre et humain. »

### Développements actuels
Aujourd'hui, nombreuses sont les initiatives qui essayent de propager et de réaliser partiellement les idées de la tripartition. En 2003, le Right Livelihood Award (prix Nobel alternatif) est attribué à Nicanor Perlas, représentant de la société civile des Philippines, et Ibrahim Abouleish, fondateur de la ferme Sekem en Égypte. Ces deux hommes et les organisations qu'ils représentent sont impliqués dans la propagation et la réalisation des idées de la tripartition. En Allemagne, la banque GLS Bank Bochum travaille aussi sur ces bases.